# Lacinipolia distributa
Lacinipolia distributa là một loài bướm đêm trong họ Noctuidae.